# Karooclytra
Karooclytra is een geslacht van kevers uit de familie bladkevers (Chrysomelidae).
De wetenschappelijke naam van het geslacht werd in 1989 gepubliceerd door Medvedev.

## Soorten
- Karooclytra wittmeri Medvedev, 1989